# 문복산
문복산(文福山)은 대한민국 경상북도 경주시와 청도군의 경계에 있는 높이 1,014.732m의 산이다. 영남 알프스의 산 중에서 가장 낮은 산이다. 문복이라는 노인이 이 산에 들어와 평생 도를 닦고 살았다하여 붙여진 이름이라고 전해진다.

## 지형
동쪽의 경주시 산내면과 서쪽의 청도군 운문면 사이에 놓여 있다. 주요 계곡은 산 서쪽의 계살피계곡이다.

## 같이 보기
- 한국의 산